# Prosper-Mathieu Henry
| 125 Liberatrix | 11 settembre 1872 |
| 127 Johanna    | 5 novembre 1872   |
| 148 Gallia     | 7 agosto 1875     |
| 154 Bertha     | 4 novembre 1875   |
| 162 Laurentia  | 21 aprile 1876    |
| 169 Zelia      | 28 settembre 1876 |
| 186 Celuta     | 6 aprile 1878     |

Prosper-Mathieu Henry (10 dicembre 1849 – 25 luglio 1903) è stato un ottico e astronomo francese.
Il Minor Planet Center gli accredita la scoperta di sette asteroidi, effettuate tra il 1872 e il 1878. Tuttavia è noto che scoprì, assieme al fratello Paul-Pierre Henry, quattordici asteroidi, ma i due vollero annunciare alternativamente la paternità di ogni asteroide da loro individuato.